# Proterandrìa

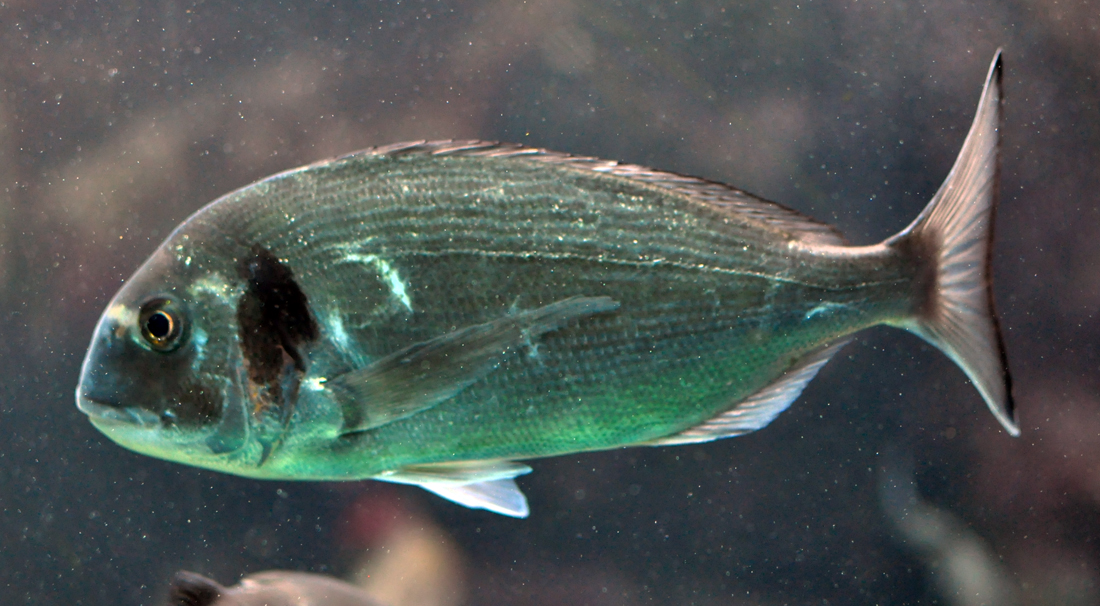
L'orata è un'ermafrodita proterandrica

In biologia il termine proterandrìa indica un caso di ermafroditismo dove sono presenti entrambe le gonadi, ma si sviluppano prima quelle maschili e successivamente quelle femminili. Condizione opposta è la proteroginìa. 
Il termine è la composizione delle parole greche próteros (anteriore) + andrìa, andròs (uomo, maschio).

## In zoologia
Questo tipo di ermafroditismo è diffuso in molte specie di animali, dove gli esemplari nascono e vivono la prima parte della vita come maschi, per poi subire un cambio di sesso con l'età diventando a tutti gli effetti femmine. Sono animali proterandrici molte specie di vermi (platelminti, anellidi), molluschi (gasteropodi) e pesci (Sparidae, Amphiprioninae).

## In botanica
Le piante proterogeniche sono parte delle ermafrodite insufficienti: questo caso si presenta quando nei fiori ermafroditi gli organi maschili (stami) raggiungono la maturità sessuale in anticipo rispetto al gineceo (pistillo), rendendo di fatto impossibile l'autofecondazione.